# Imène Kawthar Zitouni
Imène Kawthar Zitouni (* 2004) ist eine algerische Schwimmerin.

## Leben
Bei den Afrikanischen Juniorenmeisterschaften 2017 in Kairo gewann Zitouni die Bronzemedaille im Wettbewerb 4 × 100-m-Freistilstaffel in einer Zeit der Staffel von 4:26,95 min. Im folgenden Jahr gewann sie im September ebenfalls als Teil der algerischen Staffel in Algier bei den Afrikanischen Meisterschaften 2018 die Bronzemedaille im Wettbewerb 4 × 100-m-Lagenstaffel in einer Zeit von 4:26,46 min. Im Dezember 2018 wurde sie Opfer eines schweren Verkehrsunfalls.